# Phosphide
Phosphide sind anionische Verbindungen des Phosphors. Sie leiten sich strukturell von den Phosphanen ab. Dabei sind Wasserstoffatome durch Metallionen wie Lithium- oder Natriumionen ersetzt. Phosphide der Alkali- und Erdalkalimetalle zählen zu den Zintl-Phasen. 
Phosphide der Alkalimetalle sind instabil und feuchtigkeitsempfindlich. Dagegen sind Übergangsmetallphosphide häufig sehr stabil, wärmeleitfähig und elektrisch leitfähig. 
Phosphide mit hohem Phosphoranteil sind meist relativ instabil und Halbleiter. 
Es gibt in Metallphosphiden sowohl isolierte Phosphor-Ionen P3−, als kompliziertere Polyphosphid-Strukturen, zum Beispiel in Ketten, Ringen oder Käfigen aus Phosphoratomen. Der Grund für die große Anzahl Polyphosphiden (im Gegensatz z. B. zu Oxiden oder Sulfiden) liegt in der Neigung des Phosphors zu P–P-Bindungen. 
Das Verhältnis von Metall zu Phosphor reicht beispielsweise bei Alkalimetallphosphiden von M3P (Monophosphid) bis MP15.

## Monophosphide
Monophosphide haben den allgemeinen Aufbau (Mx+)3(P3−)x (mit x = 1, 2), in ihnen liegen isolierte P3−-Anionen vor. Ein Beispiel für ein Monophosphid ist Calciumphosphid Ca3P2 (Polytanol), das bei Kontakt mit Wasser zu Phosphan reagiert und für die Bekämpfung von Wühlmäusen verwendet wurde.

## Dihydrogenphosphide und Monohydrogenphosphide
Bei den Dihydrogenphosphiden und Monohydrogenphosphiden sind die Wasserstoffatome nur teilweise durch Metallionen ersetzt. Es ergeben sich die allgemeinen Formeln (Mx+)(PH2−)x für die Dihydrogenphosphide und (Mx+)y(PH2−)x für die Monohydrogenphosphide.

## Polyphosphide
Polyphosphide haben komplizierte Strukturen. Es gibt beispielsweise schraubenförmige (z. B. LinPn) und planare P64−-Sechsringe. Auch Käfig- und Röhrenstrukturen sind bekannt.

## Azanidopolyphosphide
Ersetzt man in den Phosphiden ein oder mehrere Phosphoratome durch Stickstoff, so erhält man Azanidopolyphosphide. Das größte bislang bekannte Azanidopolyphoshid ist das Na5P30N, das als Dimer unter Luft- und Feuchtigkeitsausschluss aus Tetrahydrofuran (THF) isoliert werden kann.